# Crònies
Les Crònies (grec antic: Κρόνια) eren unes festes celebrades a Atenes en honor del déu Cronos.
Segons el mite, el culte a aquest déu a l'Àtica l'havia introduït Cècrops molt antigament. Pausànias diu que tenia un temple en comú amb Rea. El festival se celebrava el dia 12 del mes d'Hecatombeó.
També a l'illa de Rodes es feia un festival en honor de Cronos (potser equivalent al fenici Moloc) on es feien sacrificis humans, generalment de criminals. Aquí el festival es feia el dia 16 de Metagitnió. De la mateixa manera, els autors grecs, quan parlen de les Saturnals romanes, les anomenen també Crònies, per l'equivalència entre Cronos i Saturn i perquè s'assemblaven pel seu caràcter alegre i disbauxat.